# Sorubim lima
Sorubim lima és una espècie de peix de la família dels pimelòdids i de l'ordre dels siluriformes.

## Morfologia i reproducció
Els mascles poden assolir 54,2 cm de longitud total i 1.300 g de pes. Cos cilíndric i comprimit lateralment al nivell del peduncle caudal. Cap aplanat i amb 3 parells de barbetes sensorials. Aletes pectorals proveïdes d'una espina recoberta de dents fines a la cara anterior. Mandíbula superior en forma d'espàtula, la qual cosa li permet excavar en el substrat i descobrir-hi partícules alimentàries. Dimorfisme sexual no aparent. No s'ha reproduït mai en captivitat.

## Alimentació
Menja principalment peixos i crustacis.

## Hàbitat i distribució geogràfica
És un peix d'aigua dolça i de clima tropical (23 °C-30 °C), el qual e troba a Sud-amèrica: les conques dels rius Amazones, Orinoco, Paranà i Parnaíba.

## Costums
És principalment noctun, pacífic i pot associar-se amb altres peixos dels gèneres Leporinus o Anostomus. En captivitat, necessita un pH entre 6,5 i 6,9, un dH entre 5°-15°, una temperatura de 22 a 26 °C, i una alimentació a base de Tubifex, trossos de cor de bou i puces d'aigua.